# Флорантен Погба
Флорантен Погба (фр. Florentin Pogba, нар. 19 серпня 1990, Конакрі) — гвінейський і французький футболіст, захисник клубу «Атланта Юнайтед» та національної збірної Гвінеї. Брат-близнюк іншого футболіста збірної Гвінеї Матіаса Погба та старший брат гравця збірної Франції Поля Погба.

## Клубна кар'єра
Народився 19 серпня 1990 року в місті Конакрі, у восьмимісячному віці переїхав з батьками до Франції. Вихованець юнацьких команд футбольних клубів «Сельта Віго» та «Седан».
У дорослому футболі дебютував 2010 року виступами за «Седан», в якій провів два сезони у Лізі 2, взявши участь у 45 матчах чемпіонату. Більшість часу, проведеного у складі «Седана», був основним гравцем захисту команди.
Влітку 2012 року перейшов у «Сент-Етьєн», проте майже відразу повернувся до «Седану», де провів ще один сезон на правах оренди. Граючи у складі «Седана» здебільшого виходив на поле в основному складі команди.
До складу «Сент-Етьєна» повернувся влітку 2013 року, проте закріпитись в команді із Сент-Етьєна не зумів, зігравши за перший сезон лише 4 матчі в національному чемпіонаті. З сезону 2014/15 став основним центральним захисником клубу, але регулярно пропускав матчі через травми. Загалом за 4,5 роки провів 99 матчів за «Сент-Етьєн» у всіх турнірах та забив 2 голи.
31 січня 2018 перейшов до турецького «Генчлербірлігі», який боровся за виживання. За новий клуб провів 8 матчів у чемпіонаті, в останньому з яких мав конфлікт з одноклубниками. 6 травня Погба травмувався за 5 хвилин до завершення матчу чемпіонату проти «Антальяспора»: його команда програвала 0:1 та використала всі три заміни. Гвінеєць залишив поле кульгаючи, але на нього накинувся одноклубник Ахмет Огуз, що швидко переросло в масову бійку. За даними ЗМІ, бійка продовжилася і в роздягальні. На захист Погба публічно став тренер Уміт Озат. Більше за клуб з Анкари Погба не грав та в червні залишив клуб.
Після півроку без клубу, 5 лютого 2019 Погба підписав угоду з чемпіоном МЛС «Атланта Юнайтед».

## Виступи за збірні
11 серпня 2010 року дебютував в офіційних матчах у складі національної збірної Гвінеї в товариському матчі проти збірної Малі (2:0), вийшовши на заміну в перерві.
Дев'ять місяців потому він отримав виклик до лав молодіжної збірної Франції. Оскільки гра проти Малі була товариською, правила ФІФА дозволяють гравцям з подвійним громадянством змінювати збірну, поки вони не зіграють в офіційному матчі. У складі французької «молодіжки» Погба взяв участь в турнірі в Тулоні 2011 року. Він відіграв весь перший матч проти мексиканців (4:1), а також третій проти Угорщини, де нічия 1:1 дозволила французам зайняти перше місце в групі й вийти до півфіналу. У самому півфіналі, де Франція здолала Італію 1:0, Флорантен залишився на лавці, але вийшов у фіналі. Матч завершився з рахунком 1:1, а в серії пенальті колумбійці святкували перемогу, а їхній воротар відбив пенальті Флорантена.
Надалі до складу французів Флорантен не залучався і 2013 року продовжив виступи за національну збірну Гвінеї. Наразі провів у формі головної команди країни 21 матч.